# Le Loreur
Le Loreur é uma comuna francesa na região administrativa da Normandia, no departamento Mancha. Estende-se por uma área de 3,21 km². Em 2010 a comuna tinha 283 habitantes (densidade: 88,2 hab./km²).